# Helmut Ackermann
Helmut Ackermann (* 9. Juli 1936 in Memmingen; † 6. Dezember 2017 ebenda) war ein deutscher Grafiker und Maler.

## Leben
Helmut Ackermann wurde am 9. Juli 1936 im oberschwäbischen Memmingen geboren. Er studierte von 1956 bis 1963 an der Akademie der Bildenden Künste München bei Richard Seewald und Hermann Kaspar. Den Kulturpreis seiner Geburtsstadt erhielt er 1979. Er unternahm Reisen nach Andalusien, Italien, Frankreich, Griechenland. Als Illustrator betätigte sich Ackermann ab 1964 in Werken der Weltliteratur, wie zum Beispiel von Grimmelshausen, Hesse, Kafka und Wilder für Verlage in der ganzen Welt. Sein Stil ist traditionsbetont und von Seewald beeinflusst. Er hat eine variable Auffassung mit zum Teil expressionistischen Tendenzen.
Ackermann war Mitarbeiter an bibliophilen Zeitschriften, die er künstlerisch illustrierte. Kalendergrafiken und Mappengrafiken, insbesondere für den Verlag Edition Curt Visel und Universe Books New York sowie Zeichnungen, Graphiken und Malereien gehören zu seinen weiteren Werken, wobei Landschafts- und Stadtmotive vom Niederrhein besonders hervortreten.

## Werke
Die Werke Ackermanns befinden sich in vielfältigen Formen im öffentlichen Raum, vor allem in seiner Heimatstadt Memmingen. Darunter ist ein Brunnen auf dem Schmiedplatz und das Reiterstandbild Welf VI. im Fuggergarten. Radierungen sind beim Visel-Verlag und Holzschnitte in New York erschienen. Außerdem veröffentlichte er mehrere Bücher mit Grafiken.

## Ausstellungen
- 1963 Graphikbörse am Kaiserplatz München
- 1965 Kunstverlag Junge Künstler der Akademie
- 1968 Münchener Galerie